# Kosciusko (Mississippi)
Kosciusko ist der Verwaltungssitz des Attala Countys im Bundesstaat Mississippi, USA.

## Demografie
Das U.S. Census Bureau hat bei der Volkszählung 2020 eine Einwohnerzahl von 7114 ermittelt.

## Name
Er ist nach dem polnischen General Tadeusz Kościuszko benannt, der während des Amerikanischen Unabhängigkeitskrieges an der Seite George Washingtons kämpfte.

## Lage
Der Kosciusko-Attala County Airport liegt nordöstlich von Kosciusko.

## Söhne und Töchter des Ortes

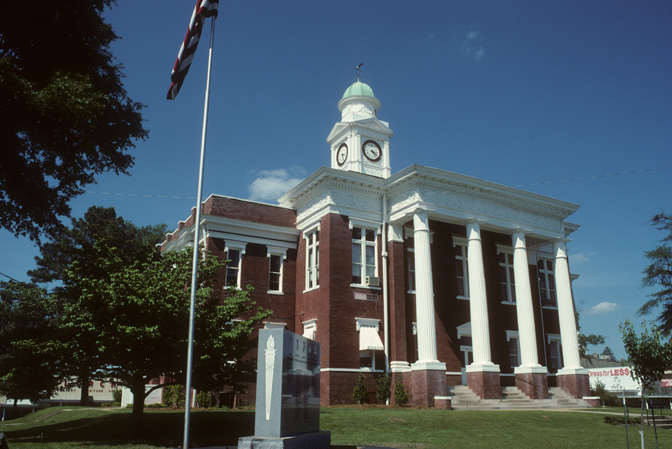
Gerichtsgebäude

- Henry Clay Niles (1850–1918), Jurist und Politiker
- James Meredith (* 1933), Bürgerrechtler
- William H. Miller (* 1941), Chemiker
- Charlie Musselwhite (* 1944), Blues-Musiker
- Oprah Winfrey (* 1954), Talkshow-Moderatorin
- Billy Ray Bates (* 1956), Basketballspieler